# 샘컴퍼니
샘컴퍼니(영어: SEM COMPANY)는 대한민국의 연예 기획사이다.

## 소속 연예인
- 황정민
- 박정민
- 백주희
- 임성재
- 김도훈
- 남윤호
- 홍사빈
- 신영숙
- 박혜나
- 박상남

## 과거 소속
- 강하늘
- 정재헌
- 최우리
- 정상훈
- 류승범